# Acanthuriformes
Ordre
Les Acanthuriformes sont un ordre de poissons à nageoires rayonnées, faisant partie du clade des Percomorpha. Certaines autorités placent les poissons dans l'ordre des Acanthuriformes dans les sous-ordres Acanthuroidea et Percoidea de l'ordre des Perciformes.

## Classification
Les Acanthuriformes tels que définis dans la 5e édition de Fishes of the World sont présentés comme suit, :
- Ordre Acanthuriformes
  - Sous-ordre Sciaenoidei Gill, 1872
    - Famille Emmelichthyidae Poey, 1867
    - Famille Sciaenidae Cuvier, 1829

  - Sous-ordre Acanthuroidei Greenwood et al, 1966[4]
    - Famille Luvaridae Gill, 1885 (Luvar)
    - Famille Zanclidae Bleeker, 1876
    - †Famille Acanthonemidae Bannikov, 1991
    - †Famille Massalongiidae Tyler & Bannikov, 2005
    - Famille Acanthuridae Bonaparte, 1835
      - Sous-famille Nasinae Fowler & Bean, 1929
      - Sous-famille Acanthurinae Bonaparte, 1835
        - Tribu Prionurini J.L.B. Smith, 1966
        - Tribu Zebrasomini Winterbottom, 1993
        - Tribu Acanthurini Bonaparte, 1835

D'autres autorités n'incluent pas les Scianoidei dans les Acanthuriformes et placent les deux familles incluses dans ce sous-ordre comme incertae sedis dans les Eupercaria.